# La Longa
La Longa, Longa o la Lunga (in croato Lunga) è un isolotto disabitato della Croazia, situato lungo la costa occidentale dell'Istria, a nord del canale di Leme.
Amministrativamente appartiene al comune di Orsera, nella regione istriana.

## Geografia
La Longa si trova al largo di punta Petalon (rt Petalun) e di valle dei Monti (uvala Brižine), poco a sud-est della secca Marmi (plitvac Mramori). Nel punto più ravvicinato dista 915 m dalla terraferma (punta Petalon).
La Longa è un isolotto di forma allungata, orientato in direzione ovest-est e leggermente arcuato, che misura 360 m di lunghezza e 125 m di larghezza massima. Ha una superficie di 0,030 km² e uno sviluppo costiero di 0,826 km. Al centro, raggiunge un'elevazione massima di 9,7 m s.l.m.
La parte meridionale dell'isolotto è rocciosa, mentre a nord le coste sono più basse e c'è un buon punto d'ancoraggio. La parte centro-settentrionale è coperta di alberi di pino.
Le acque attorno a La Longa sono un popolare sito per immersioni.

### Isole adiacenti
- Greben Lunga, una roccia semisommersa situata a circa 200 m metri a ovest di La Longa. (45°08′35.8″N 13°34′42.1″E)
- Galopon (Galopun), piccolo scoglio piatto e tondo posto 350 m a nord-est di La Longa.

### Cartografia
- (HR) Mappa topografica della Croazia 1:25000, su preglednik.arkod.hr.